# Keka
keka es una interfaz gráfica de usuario para Mac OS X de p7zip, la versión en terminal de 7-Zip para UNIX. 

## Formatos soportados
- 7Z (.zip)
- ZIP (.7z)
- Gzip (.gz)
- Bzip2 (.bz2)
- Tar (.tar)

## Formatos soportados (sólo extracción)
- RAR (.rar)
- ACE (.ace)